# Simmons Lake, Antarktis
Simmons Lake är en sjö i Antarktis. Den ligger i Östantarktis. Nya Zeeland gör anspråk på området. Simmons Lake ligger 1 040 meter över havet.